# Grenåvej og Motortrafikvejen (Syddjurs Kommune)
 For alternative betydninger, se Grenåvej. (Se også artikler, som begynder med Grenåvej)
Grenåvej og Motortrafikvejen er vejnavnene på den 2, 2+1 og 2+2 sporede motortrafikvej mellem Djurslandmotorvejen og Tåstrup nær  Aarhus Lufthavn. Vejen er en del af Primærrute 15 der går imellem Grenaa og Søndervig. 

## Historie
Siden planlægningen af Den Jyske Motorvej (E45) i 1960’erne havde der været tanker om en motorvejsforbindelse mellem Østjyske Motorvej og Djursland. Den vestligste delstrækning, nord om Århus til Skødstrup, blev indeholdt i projekteringsloven for Den Jyske Motorvej fra 1965, men den østlige strækning fra Lisbjerg mod øst blev sikret ved byggelinier. I 1972 vedtog Folketinget anlæg af en motorvej fra Skødstrup til Tåstrup, et anlæg der i daglig tale fik betegnelsen Røndemotorvejen. I 1975 viste der sig mulighed for at gennemføre delstrækningen fra Skødstrup til Løgten med midler, der var til rådighed for anlæg med beskæftigelsesfremmende sigte. Der med løste man i første omgang de påtrængende trafikale problemer i Skødstrup og Løgten. Da motorvejsstrækningen åbnede i 1978 var det den første, der blev udført med det senere overalt anvendte 26 m brede tværprofil for 4-sporede motorvej. Denne motorvejsstrækning udgør i dag den østligste del af Djurslandsmotorvejen.
I 1981 vedtog Folketinget, at motorvejens fortsættelse fra Løgten til Tåstrup blot skulle anlægges som motortrafikvej i det oprindelig motorvejsprojekts linjeføring. Den 17 kilometer lange motortrafikvej åbnede den 16. oktober 1987. Motortrafikvejen blev i 2001-2002 udvidet på to strækninger som 2+1/2+2 strækninger med et ekstra spor i begge retninger. I 2010 besluttede Folketinget, at Vejdirektoratet skulle gennemføre en forundersøgelse af en mulig forlængelse af Djurslandsmotorvejen ved udbygning af motortrafikvejen. Forundersøgelsen var færdig i 2012. Motortrafikvejen fik i 2016 en 2+1 udvidelse over en 3,4 km lang strækning mellem Løgten og Bale.

## Forløb
Vejstrækningen med navnet Grenåvej starter ved Djurslandmotorvejens afslutning og føres derefter mod nord. Vejen passer Kirkeholtvej i et tilslutningsanlæg med frakørsel 15 til Hornslet og Ugelbølle. Vejen forsætter derefter videre og krydser Primærrute 21 og Randersvej i et tilslutningsanlæg med frakørsel til Rønde og Ryomgård. Vejstrækningen skifter herefter navn til Motortrafikvejen, og forsætter derefter nord om Rønde og krydser derefter Flintbakken i et tilslutningsanlæg, med frakørsel til Kolind, Rostved, Rønde og Mols. Motortrafikvejen ender ved lyskrydset nær Tåstrup, hvorfra vejen forsætter som almindelig hovedvej til Grenaa.